# Вулична Мадонна
«Вулична Мадонна» (англ. Madonna of the Streets) — американська драма режисера Едвіна Карева 1930 року.

## У ролях
- Алла Назімова — Мері Карлсон
- Мілтон Сіллс — преподобний Джон Мортон
- Клод Джиллінгуотер — лорд Петрінгтон
- Куртеней Фут — доктор Колбек
- Воллес Бірі — Білл Сміт
- Андерс Рендолф — «Балл» Морган
- Джон Т. Мюррей — «Слизький» Едді Фостер
- Вівьєн Окланд — леді Сара Джойс
- Гарольд Гудвін — Волтер Боуман
- Роза Гор — місіс Ельярд
- Мейбіт Карр — Джуді Сміт
- Герберт Прайор — Натан Норріс